# Gretchen McCulloch
Gretchen McCulloch é uma linguista canadense conhecida por seus trabalhos sobre comunicação mediada por computador, particularmente por seu livro Because Internet: Understanding the New Rules of Language. McCulloch escreve mensalmente para a Wired e criou o podcast Lingthusiasm.